# 情熱の狂想曲
『情熱の狂想曲』（じょうねつのラプソディー、原題：Young Man With a Horn）は、1950年製作のアメリカ合衆国の映画。原作はドロシー・ベーカーの同名小説。

## キャスト
※括弧内は日本語吹替（初回放送1969年6月14日 NHK『劇映画』）
- リック：カーク・ダグラス（近石真介）
- エイミー：ローレン・バコール（来宮良子）
- ジョー・ジョーダン：ドリス・デイ（松岡圭子）
- スモーク・ウィロビー：ホーギー・カーマイケル（矢田稔）
- アート・ハザード：ファノ・ヘルナンデス
- フィル・モリソン：ジェローム・コーワン
- 少年時代のリック：オーリー・リンドグレン

## スタッフ
- 監督：マイケル・カーティズ
- 脚本：カール・フォアマン、エドマンド・H・ノース
- 原作：ドロシー・ベイカー
- 製作：ジェリー・ウォルド
- 音楽：レイ・ハインドーフ、マックス・スタイナー[2]
- 撮影：テッド・D・マッコード
- 編集：アラン・クロスランド・ジュニア